# 22155 Marchetti
22155 Marchetti (2000 WQ88) là một tiểu hành tinh vành đai chính được phát hiện ngày 20 tháng 11 năm 2000 bởi Nhóm nghiên cứu tiểu hành tinh gần Trái Đất phòng thí nghiệm Lincoln ở Socorro.